# Хлобыстин, Леонид Павлович
Леонид Павлович Хлобыстин (2 марта 1931, Ленинград — 11 марта 1988, там же) — советский археолог, доктор исторических наук.

## Биография
В 1956 окончил исторический факультет Ленинградского государственного университета по кафедре археологии, затем — аспирантуру Института археологии АН СССР. С 1961 года работал в ленинградском отделении Института археологии АН СССР: младший научный сотрудник сектора палеолита, затем ведущий научный сотрудник, заведующий неолитической группой, заместитель заведующего ленинградским отделением института.
В 1960 организовал Заполярную экспедицию ленинградского отделения Института археологии, проводил исследования в Арктике (на Кольском полуострове, Шпицбергене), на Таймыре и Ямале. В 1985—1987 им открыты древние святилища с уникальным набором археологических материалов на острове Вайгач и полуострове Югорском. Участвовал также в экспедициях в Крыму, Средней Азии, Байкале, Камчатке, в Эвенкии, на Мезени, Печоре.

## Научная деятельность
В 1964 году защитил кандидатскую, в 1983 — докторскую диссертацию.

### Избранные труды
Источник — электронные каталоги РНБ
- Хлобыстин Л. П. Древние культуры побережья озера Байкал. (Каменный и бронзовый века) : Автореф. дис. … канд. ист. наук. — Л., 1964. — 18 с.
- Хлобыстин Л. П. Древняя история Таймырского Заполярья и вопросы формирования культур Севера Евразии / Под ред. В. В. Питулько, В. Я. Шумкина. — СПб. : ДБ, 1998. — 343 с. — ISBN 5-86007-120-5
- Хлобыстин Л. П. Древняя история Таймырского Заполярья и вопросы формирования культур Севера Евразии : Автореф. дис. … д-ра ист. наук. — М., 1982. — 36 с.
- Хлобыстин Л. П. Поселение Липовая Курья в Южном Зауралье. — Л. : Наука, 1976. — 65 с.
- Бронзовый век Восточной Сибири // Археология СССР. Эпоха бронзы лесной полосы СССР. — М., 1987.

См также:
- Список работ д.и.н. Л. П. Хлобыстина // Проблемы изучения историко-культурной среды Арктики : сб. науч. тр. — М. : НИИ культуры, 1990 (вып. дан. 1991). — 419 с. — (Памятниковедение / НИИ культуры). — С. 400—405.